# Harrovia tuberculata
Harrovia tuberculata is een krabbensoort uit de familie van de Pilumnidae. De wetenschappelijke naam van de soort is voor het eerst geldig gepubliceerd in 1880 door Haswell.